# Cherryland
Cherryland is een plaats in Alameda County in Californië in de VS.

## Geografie
De totale oppervlakte bedraagt 3,0 km² (1,2 mijl²) wat allemaal land is.

## Demografie
Volgens de census van 2000 bedroeg de bevolkingsdichtheid 4566,2/km² (11.859,2/mijl²) en bedroeg het totale bevolkingsaantal 13.837 dat bestond uit:
- 52,89% blanken
- 9,83% zwarten of Afrikaanse Amerikanen
- 1,16% inheemse Amerikanen
- 8,32% Aziaten
- 1,29% mensen afkomstig van eilanden in de Grote Oceaan
- 20,06% andere
- 6,45% twee of meer rassen
- 41,73% Spaans of Latino

Er waren 4658 gezinnen en 3018 families in Cherryland. De gemiddelde gezinsgrootte bedroeg 2,87.

## Plaatsen in de nabije omgeving
De onderstaande figuur toont nabijgelegen plaatsen in een straal van 8 km rond Cherryland.